# Population active occupée
La population active occupée regroupe :
- les personnes (âgées de 15 ans ou plus) ayant travaillé (ne serait-ce qu'une heure) au cours d'une semaine de référence, qu'elles soient salariées, à leur compte, employeurs ou aides dans l'entreprise ou l'exploitation familiale ;
- les personnes pourvues d'un emploi mais qui sont temporairement absentes pour un motif tel qu'une maladie (moins d'un an), des congés payés, un congé de maternité, un conflit du travail, une formation, une intempérie;
- Les militaires du contingent, les apprentis et stagiaires rémunérés

| Année | Effectif en (milliers) |
| ----- | ---------------------- |
| 2013  | 25763,5                |
| 2014  | 26376,9                |
| 2015  | 26423,4                |

| Catégories socioprofessionnelles des Actifs occupés en 33 postes           | Effectifs Ensemble (en milliers) | Répartition Ensemble (en %) | Effectifs De 15 à 29 ans (en milliers) | Répartition De 15 à 29 ans (en %) | Effectifs De 30 à 49 ans (en milliers) | Répartition De 30 à 49 ans (en %) | Effectifs De 30 à 39 ans (en milliers) | Répartition De 30 à 39 ans (en %) | Effectifs De 40 à 49 ans (en milliers) | Répartition De 40 à 49 ans (en %) | Effectifs 50 ans ou plus (en milliers) | Répartition 50 ans ou plus (en %) | Effectifs De 50 à 59 ans (en milliers) | Répartition De 50 à 59 ans (en %) | Effectifs De 60 ans ou plus (en milliers) | Répartition De 60 ans ou plus ans (en %) |
| -------------------------------------------------------------------------- | -------------------------------- | --------------------------- | -------------------------------------- | --------------------------------- | -------------------------------------- | --------------------------------- | -------------------------------------- | --------------------------------- | -------------------------------------- | --------------------------------- | -------------------------------------- | --------------------------------- | -------------------------------------- | --------------------------------- | ----------------------------------------- | ---------------------------------------- |
| Ensemble                                                                   | 26423,4                          | 100,0                       | 4903,4                                 | 18,6                              | 13695,7                                | 51,8                              | 6385,1                                 | 24,2                              | 7310,6                                 | 27,7                              | 7824,3                                 | 29,6                              | 6412,7                                 | 24,3                              | 1411,6                                    | 5,3                                      |
| Non renseigné                                                              | 78,9                             | 100,0                       | 18,4                                   | 23,3                              | 35,7                                   | 45,3                              | 21,7                                   | 27,5                              | 14,0                                   | 17,8                              | 24,8                                   | 31,4                              | 19,6                                   | 24,8                              | 5,2                                       | 6,6                                      |
| Agriculteurs exploitants                                                   | 480,2                            | 100,0                       | 30,2                                   | 6,3                               | 188,2                                  | 39,2                              | 63,3                                   | 13,2                              | 124,9                                  | 26,0                              | 261,8                                  | 54,5                              | 194,6                                  | 40,5                              | 67,2                                      | 14,0                                     |
| Agriculteurs sur petite exploitation                                       | 184,5                            | 100,0                       | 13,6                                   | 7,4                               | 72,7                                   | 39,4                              | 23,5                                   | 12,7                              | 49,3                                   | 26,7                              | 98,2                                   | 53,2                              | 70,4                                   | 38,1                              | 27,8                                      | 15,1                                     |
| Agriculteurs sur moyenne exploitation                                      | 89,2                             | 100,0                       | 4,9                                    | 5,5                               | 34,2                                   | 38,4                              | 12,9                                   | 14,4                              | 21,4                                   | 24,0                              | 50,0                                   | 56,1                              | 32,5                                   | 36,5                              | 17,5                                      | 19,6                                     |
| Agriculteurs sur grande exploitation                                       | 206,5                            | 100,0                       | 11,7                                   | 5,7                               | 81,2                                   | 39,3                              | 27,0                                   | 13,1                              | 54,2                                   | 26,3                              | 113,6                                  | 55,0                              | 91,7                                   | 44,4                              | 21,9                                      | 10,6                                     |
| Artisans, commerçants et chefs d'entreprises                               | 1691,3                           | 100,0                       | 112,7                                  | 6,7                               | 884,6                                  | 52,3                              | 335,4                                  | 19,8                              | 549,2                                  | 32,5                              | 694,0                                  | 41,0                              | 516,1                                  | 30,5                              | 177,9                                     | 10,5                                     |
| Artisans                                                                   | 797,2                            | 100,0                       | 57,6                                   | 7,2                               | 440,1                                  | 55,2                              | 188,7                                  | 23,7                              | 251,4                                  | 31,5                              | 299,5                                  | 37,6                              | 234,5                                  | 29,4                              | 64,9                                      | 8,1                                      |
| Commerçants et assimilés                                                   | 735,0                            | 100,0                       | 48,6                                   | 6,6                               | 365,3                                  | 49,7                              | 126,5                                  | 17,2                              | 238,8                                  | 32,5                              | 321,1                                  | 43,7                              | 226,5                                  | 30,8                              | 94,6                                      | 12,9                                     |
| Chefs d'entreprise de 10 salariés ou plus                                  | 159,1                            | 100,0                       | 6,5                                    | 4,1                               | 79,2                                   | 49,8                              | 20,2                                   | 12,7                              | 59,0                                   | 37,1                              | 73,4                                   | 46,1                              | 55,1                                   | 34,6                              | 18,3                                      | 11,5                                     |
| Cadres et professions intellectuelles supérieures                          | 4629,6                           | 100,0                       | 557,8                                  | 12,0                              | 2607,8                                 | 56,3                              | 1207,1                                 | 26,1                              | 1400,6                                 | 30,3                              | 1464,0                                 | 31,6                              | 1102,7                                 | 23,8                              | 361,2                                     | 7,8                                      |
| Professions libérales                                                      | 466,1                            | 100,0                       | 30,2                                   | 6,5                               | 220,5                                  | 47,3                              | 110,6                                  | 23,7                              | 109,9                                  | 23,6                              | 215,4                                  | 46,2                              | 125,6                                  | 27,0                              | 89,7                                      | 19,3                                     |
| Cadres de la fonction publique                                             | 488,6                            | 100,0                       | 31,7                                   | 6,5                               | 246,8                                  | 50,5                              | 102,1                                  | 20,9                              | 144,7                                  | 29,6                              | 210,1                                  | 43,0                              | 144,1                                  | 29,5                              | 66,1                                      | 13,5                                     |
| Professeurs, professions scientifiques                                     | 768,5                            | 100,0                       | 127,3                                  | 16,6                              | 390,1                                  | 50,8                              | 161,8                                  | 21,0                              | 228,4                                  | 29,7                              | 251,0                                  | 32,7                              | 179,7                                  | 23,4                              | 71,3                                      | 9,3                                      |
| Professions de l'information, des arts et des spectacles                   | 292,0                            | 100,0                       | 38,2                                   | 13,1                              | 156,3                                  | 53,5                              | 75,6                                   | 25,9                              | 80,8                                   | 27,7                              | 97,5                                   | 33,4                              | 72,6                                   | 24,9                              | 24,9                                      | 8,5                                      |
| Cadres administratifs et commerciaux d'entreprises                         | 1311,2                           | 100,0                       | 117,9                                  | 9,0                               | 809,3                                  | 61,7                              | 359,6                                  | 27,4                              | 449,7                                  | 34,3                              | 384,0                                  | 29,3                              | 319,4                                  | 24,4                              | 64,5                                      | 4,9                                      |
| Ingénieurs et cadres techniques d'entreprises                              | 1303,1                           | 100,0                       | 212,4                                  | 16,3                              | 784,8                                  | 60,2                              | 397,6                                  | 30,5                              | 387,2                                  | 29,7                              | 306,0                                  | 23,5                              | 261,3                                  | 20,0                              | 44,7                                      | 3,4                                      |
| Professions intermédiaires                                                 | 6702,7                           | 100,0                       | 1304,6                                 | 19,5                              | 3701,1                                 | 55,2                              | 1855,1                                 | 27,7                              | 1846,0                                 | 27,5                              | 1697,0                                 | 25,3                              | 1453,7                                 | 21,7                              | 243,3                                     | 3,6                                      |
| Instituteurs et assimilés                                                  | 1052,4                           | 100,0                       | 194,5                                  | 18,5                              | 587,2                                  | 55,8                              | 286,6                                  | 27,2                              | 300,6                                  | 28,6                              | 270,7                                  | 25,7                              | 216,4                                  | 20,6                              | 54,4                                      | 5,2                                      |
| Professions intermédiaires de la santé et du travail social                | 1493,6                           | 100,0                       | 345,6                                  | 23,1                              | 790,6                                  | 52,9                              | 448,7                                  | 30,0                              | 341,9                                  | 22,9                              | 357,5                                  | 23,9                              | 295,2                                  | 19,8                              | 62,3                                      | 4,2                                      |
| Clergé, religieux                                                          | 8,3                              | 100,0                       | 0,3                                    | 3,6                               | 3,0                                    | 35,9                              | 0,4                                    | 5,2                               | 2,5                                    | 30,7                              | 5,0                                    | 60,5                              | 2,8                                    | 34,4                              | 2,2                                       | 26,1                                     |
| Professions intermédiaires administratives de la fonction publique         | 482,4                            | 100,0                       | 38,4                                   | 8,0                               | 280,3                                  | 58,1                              | 107,9                                  | 22,4                              | 172,4                                  | 35,7                              | 163,7                                  | 33,9                              | 136,7                                  | 28,3                              | 27,0                                      | 5,6                                      |
| Professions intermédiaires administratives et commerciales des entreprises | 1895,0                           | 100,0                       | 403,1                                  | 21,3                              | 1063,4                                 | 56,1                              | 539,5                                  | 28,5                              | 523,9                                  | 27,6                              | 428,5                                  | 22,6                              | 372,7                                  | 19,7                              | 55,8                                      | 2,9                                      |
| Techniciens                                                                | 1185,3                           | 100,0                       | 253,4                                  | 21,4                              | 638,8                                  | 53,9                              | 330,8                                  | 27,9                              | 308,0                                  | 26,0                              | 293,2                                  | 24,7                              | 264,9                                  | 22,4                              | 28,2                                      | 2,4                                      |
| Contremaîtres, agents de maîtrise                                          | 585,7                            | 100,0                       | 69,4                                   | 11,8                              | 337,9                                  | 57,7                              | 141,3                                  | 24,1                              | 196,6                                  | 33,6                              | 178,4                                  | 30,5                              | 165,0                                  | 28,2                              | 13,4                                      | 2,3                                      |
| Employés                                                                   | 7445,4                           | 100,0                       | 1626,7                                 | 21,8                              | 3608,2                                 | 48,5                              | 1656,3                                 | 22,2                              | 1951,9                                 | 26,2                              | 2210,5                                 | 29,7                              | 1825,0                                 | 24,5                              | 385,5                                     | 5,2                                      |
| Employés civils et agents de service de la fonction publique               | 2358,0                           | 100,0                       | 330,7                                  | 14,0                              | 1182,2                                 | 50,1                              | 469,6                                  | 19,9                              | 712,7                                  | 30,2                              | 845,1                                  | 35,8                              | 724,4                                  | 30,7                              | 120,7                                     | 5,1                                      |
| Policiers et militaires                                                    | 511,5                            | 100,0                       | 118,6                                  | 23,2                              | 306,5                                  | 59,9                              | 176,1                                  | 34,4                              | 130,4                                  | 25,5                              | 86,4                                   | 16,9                              | 74,9                                   | 14,6                              | 11,5                                      | 2,2                                      |
| Employés administratifs d'entreprises                                      | 1581,5                           | 100,0                       | 331,7                                  | 21,0                              | 837,2                                  | 52,9                              | 425,4                                  | 26,9                              | 411,8                                  | 26,0                              | 412,6                                  | 26,1                              | 348,0                                  | 22,0                              | 64,7                                      | 4,1                                      |
| Employés de commerce                                                       | 1170,7                           | 100,0                       | 456,4                                  | 39,0                              | 527,4                                  | 45,1                              | 276,4                                  | 23,6                              | 251,0                                  | 21,4                              | 186,9                                  | 16,0                              | 160,3                                  | 13,7                              | 26,6                                      | 2,3                                      |
| Personnels des services directs aux particuliers                           | 1823,7                           | 100,0                       | 389,3                                  | 21,3                              | 754,9                                  | 41,4                              | 308,9                                  | 16,9                              | 446,0                                  | 24,5                              | 679,6                                  | 37,3                              | 517,6                                  | 28,4                              | 162,0                                     | 8,9                                      |
| Ouvriers                                                                   | 5395,3                           | 100,0                       | 1253,0                                 | 23,2                              | 2670,1                                 | 49,5                              | 1246,2                                 | 23,1                              | 1423,9                                 | 26,4                              | 1472,2                                 | 27,3                              | 1300,9                                 | 24,1                              | 171,3                                     | 3,2                                      |
| Ouvriers qualifiés de type industriel                                      | 1109,7                           | 100,0                       | 191,1                                  | 17,2                              | 618,1                                  | 55,7                              | 292,0                                  | 26,3                              | 326,0                                  | 29,4                              | 300,6                                  | 27,1                              | 282,0                                  | 25,4                              | 18,6                                      | 1,7                                      |
| Ouvriers qualifiés de type artisanal                                       | 1326,0                           | 100,0                       | 341,5                                  | 25,8                              | 642,8                                  | 48,5                              | 317,9                                  | 24,0                              | 324,9                                  | 24,5                              | 341,7                                  | 25,8                              | 303,5                                  | 22,9                              | 38,1                                      | 2,9                                      |
| Chauffeurs                                                                 | 674,2                            | 100,0                       | 90,7                                   | 13,5                              | 347,3                                  | 51,5                              | 136,2                                  | 20,2                              | 211,1                                  | 31,3                              | 236,2                                  | 35,0                              | 192,8                                  | 28,6                              | 43,4                                      | 6,4                                      |
| Ouvriers qualifiés de la manutention, du magasinage et du transport        | 455,0                            | 100,0                       | 78,7                                   | 17,3                              | 254,6                                  | 56,0                              | 113,0                                  | 24,8                              | 141,6                                  | 31,1                              | 121,7                                  | 26,8                              | 111,9                                  | 24,6                              | 9,8                                       | 2,2                                      |
| Ouvriers non qualifiés de type industriel                                  | 879,6                            | 100,0                       | 262,8                                  | 29,9                              | 413,5                                  | 47,0                              | 202,5                                  | 23,0                              | 211,0                                  | 24,0                              | 203,3                                  | 23,1                              | 184,0                                  | 20,9                              | 19,3                                      | 2,2                                      |
| Ouvriers non qualifiés de type artisanal                                   | 722,4                            | 100,0                       | 216,2                                  | 29,9                              | 295,8                                  | 41,0                              | 130,2                                  | 18,0                              | 165,7                                  | 22,9                              | 210,4                                  | 29,1                              | 179,3                                  | 24,8                              | 31,1                                      | 4,3                                      |
| Ouvriers agricoles                                                         | 228,5                            | 100,0                       | 72,0                                   | 31,5                              | 98,0                                   | 42,9                              | 54,4                                   | 23,8                              | 43,7                                   | 19,1                              | 58,4                                   | 25,6                              | 47,4                                   | 20,8                              | 11,0                                      | 4,8                                      |